# Trophée Kevin Lowe
Die Trophée Kevin Lowe (engl. Kevin Lowe Trophy) ist eine Eishockey-Trophäe in der Québec Major Junior Hockey League. Sie wird seit 2005 jährlich an den besten defensiven Verteidiger der Liga vergeben. Hierbei werden Bodychecks, Plus/Minus-Wertung, Torchancen und die Rolle im Team mit herangezogen. Die Trophäe wurde nach Kevin Lowe benannt, der als Spieler in der National Hockey League mit den Edmonton Oilers und den New York Rangers den Stanley Cup gewann.

## Gewinner
| Jahr | Spieler               | Team                                   |
| ---- | --------------------- | -------------------------------------- |
| 2025 | Alex Carr             | Rouyn-Noranda Huskies                  |
| 2024 | Mikaël Diotte         | Drummondville Voltigeurs               |
| 2023 | Tyson Hinds           | Sherbrooke Phoenix                     |
| 2022 | Noah Laaouan          | Charlottetown Islanders                |
| 2021 | Noah Laaouan          | Charlottetown Islanders                |
| 2020 | Adam McCormick        | Cape Breton Eagles                     |
| 2019 | Jacob Neveu           | Rouyn-Noranda Huskies                  |
| 2018 | Tobie Paquette-Bisson | Armada Blainville-Boisbriand           |
| 2017 | Zachary Lauzon        | Rouyn-Noranda Huskies                  |
| 2016 | Allan Carron          | Rouyn-Noranda Huskies                  |
| 2015 | Jan Košťálek          | Rimouski Océanic                       |
| 2014 | Justin Haché          | Cape Breton Screaming Eagles           |
| 2013 | Jonathan Narbonne     | Shawinigan Cataractes Moncton Wildcats |
| 2012 | Morgan Ellis          | Shawinigan Cataractes                  |
| 2011 | Andrew Randazzo       | Drummondville Voltigeurs               |
| 2010 | David Savard          | Moncton Wildcats                       |
| 2009 | Maxime Ouimet         | Baie-Comeau Drakkar Rimouski Océanic   |
| 2008 | Mathieu Bolduc        | Chicoutimi Saguenéens                  |
| 2007 | Kristopher Letang     | Val-d’Or Foreurs                       |
| 2006 | Olivier Magnan        | Rouyn-Noranda Huskies                  |
| 2005 | Nathan Saunders       | Moncton Wildcats                       |